# Commatica
Commatica is een geslacht van vlinders van de familie tastermotten (Gelechiidae).

## Soorten
- C. acropelta Meyrick, 1914
- C. bifuscella (Forbes, 1931)
- C. crossotorna Meyrick, 1929
- C. cryptina (Walsingham, 1911)
- C. cyanorrhoa Meyrick, 1914
- C. chionura Meyrick, 1914
- C. emplasta Meyrick, 1914
- C. eremna Meyrick, 1909
- C. extremella (Walker, 1864)
- C. falcatella (Walker, 1864)
- C. hexacentra Meyrick, 1922
- C. lupata Meyrick, 1914
- C. metochra Meyrick, 1914
- C. nerterodes Meyrick, 1914
- C. palirrhoa Meyrick, 1922
- C. parmulata Meyrick, 1914
- C. phanocrossa Meyrick, 1922
- C. placoterma Meyrick, 1918
- C. pterygota Meyrick, 1929
- C. servula Meyrick, 1922
- C. stygia Meyrick, 1922
- C. xanthocarpa Meyrick, 1922